# Paul Landers
Paul H. Landers, ursprungligen Heiko Paul Hiersche, född 9 december 1964 i Östberlin i dåvarande Östtyskland, är gitarrist i det tyska bandet Rammstein.
Han har tidigare spelat i gruppen Feeling B tillsammans med Rammsteins klaviaturspelare Christian "Flake" Lorenz och trummisen Christoph "Doom" Schneider.
Han pratar flytande ryska, men kan inte läsa eller skriva. 1984 gifte sig Paul med Nikki Landers och tog hennes efternamn. De skildes 1987 men han behöll hennes efternamn.